# 斑尾复鰕虎鱼
斑尾复鰕虎鱼（学名：Synechogobius ommaturus）为鰕虎鱼科复鰕虎鱼属的鱼类，俗名矛尾刺虎鱼。分布于印度尼西亚至中国以及沿海等。该物种的模式产地在长江口吴淞、广州。